# Sphenomorphus bignelli
Espèce
Statut de conservation UICN

 LC  : Préoccupation mineure
Sphenomorphus bignelli est une espèce de sauriens de la famille des Scincidae.

## Répartition
Cette espèce est endémique des Salomon. Elle se rencontre sur les îles de Malaita, des îles Florida, de Guadalcanal, de Russell, de Vangunu, de Nouvelle-Géorgie et de Kolombangara.

## Étymologie
Cette espèce est nommée en l'honneur de Charles Robert Bignell (1892-1964).

## Publication originale
- Schmidt, 1932 : Reptiles and amphibians from the Solomon Islands. Field Museum of Natural History Publication Zoological Series, vol. 18, no 9, p. 175-190 (texte intégral).